# École de l'Engagement
L'École de l'Engagement est une association loi de 1901 ayant pour objectif de favoriser l'engagement politique, syndical ou associatif des classes populaires.
L'association est fondée en 2021 par Philippe Brun, et parrainée par Arnaud Montebourg. La rentrée de la première promotion se tient à Montpellier en juillet 2021.

## Objectifs
L'École de l'Engagement part du constat que 80 % des députés sont cadres de profession quand 80 % des citoyens français ne le sont pas. L'association souhaite ainsi contribuer au renouvellement de la vie politique et associative et à lutte contre l'abstention, en permettant aux citoyens de se sentir mieux représentés.

## Formation
Chaque année, l'École de l'Engagement recrute trente personnes, quinze femmes et quinze hommes, auxquelles elle propose une offre de formation théorique et pratique : savoirs fondamentaux (économie, relations internationales, histoire des institutions, écologie…) ; connaissances indispensables à l’exercice d’un mandat (finances publiques, droit constitutionnel, organisation des collectivités territoriales…) ; savoir-faire pratiques (gestion de projet, organisation d’une campagne électorale…).
Les cours se tiennent sur plusieurs mois, majoritairement à distance. Les élèves de chaque formation se rencontrent au moins deux fois par an au cours de weekends de formation. Ces journées comportent plusieurs objectifs : dispenser des cours nécessitant une présence (théâtre, débats mouvants, travaux de groupe, etc.), échanges entre élèves, convivialité, création d'un réseau, etc. Ils doivent également réaliser des réflexions et travaux de groupe sur des enjeux tels que le pouvoir d’achat, les inégalités, la cohésion territoriale, ou la place de la France dans le monde).
La formation est gratuite et l'association finance aux élèves les frais qu'ils pourraient engager pour leurs déplacements. En outre, les élèves bénéficient d’un accompagnement personnalisé dans la réalisation de leurs projets personnels, associatifs, syndicaux ou politiques.

## Accueil
L’École de l’Engagement reçoit le soutien de plusieurs personnalités politiques, dont Laurence Rossignol, sénatrice du Val-de-Marne, Michaël Delafosse, maire de Montpellier, Eric Piolle, maire de Grenoble, et Axelle Lemaire, ancienne ministre. Elle compte parmi ses professeurs le démographe, Marcel Gauchet ainsi que la politologue Chloé Morin.
Un documentaire indépendant, réalisé par Julian Blum et Jonathan Boissinot, Représenter, suit le parcours de deux élèves de l'École de l'Engagement. Il est projeté en avant-première à l'Assemblée nationale le 27 juin 2023. 
D'anciens élèves de l’École de l’engagement ont été investis candidats par La France insoumise et Les Écologistes, mais pas par le Parti socialiste. 